# Alys Thomas
Pour les articles homonymes, voir Thomas.
Alys Thomas (née le 10 octobre 1990) est une nageuse britannique.

## Biographie
En 2018, elle remporte la médaille d’or sur 200 m papillon lors des Jeux du Commonwealth, ainsi que deux médailles de bronze aux championnats d’Europe. Une de bronze sur 200 m papillon derrière la Hongroise Boglárka Kapás et la Russe Svetlana Chimrova et une d'or sur 4 × 100 m quatre nages,. 

## Palmarès

### Championnats d'Europe
- Championnats d'Europe 2018 à Glasgow ( Royaume-Uni) :
  -  médaille d'or du 4 × 100 m quatre nages
  -  médaille de bronze du 200 m papillon

### Jeux du Commonwealth
- Jeux du Commonwealth de 2018 à Gold Coast ( Australie) :
  -  médaille d'or du  200 m papillon